# Günther Gebhardt
Günther Gebhardt (ur. 23 lipca 1953 roku w Heilbronn) – niemiecki kierowca wyścigowy.

## Kariera
Gebhardt rozpoczął międzynarodową karierę w wyścigach samochodowych w 1978 roku od startów w Europejskiej Formule Super Vee, gdzie czterokrotnie stawał na podium, a raz na jego najwyższym stopniu. Z dorobkiem 78 punktów uplasował się tam na czwartej pozycji w klasyfikacji generalnej. W późniejszych latach pojawiał się także w stawce Amerykańskiej Formuły Super Vee, Europejskiej Formuły 3, Niemieckiej Formuły 3, VW Castrol Europa Pokal, Europejskiej Formuły 2, FIA World Endurance Championship, World Sports-Prototype Championship, 24-godzinnego wyścigu Le Mans oraz Interserie.
W Europejskiej Formule 2 Niemiec wystartował w czterech wyścigach sezonu 1982 z niemiecką ekipą Gebhardt Motorsport. Jednak nigdy nie zdobywał punktów. Został sklasyfikowany na 27. miejscu w końcowej klasyfikacji kierowców.